# Ferdinand Friedrich von Reuß
Ferdinand Friedrich von Reuß, auch Fjodor Fjodorowitsch Reuss, (russisch Фердинанд Фридрих Рейсс und Фёдор Фёдорович Рейсс; * 18. Februar 1778 in Tübingen; † 14. April 1852 in Stuttgart) war ein württembergischer Mediziner, Chemiker und Hochschullehrer.

## Leben
Reuß, Sohn eines Professors der Universität Tübingen, schloss 1800 sein Studium an der Universität Tübingen als Lizenziat der Medizin ab. Er ging dann nach Göttingen zu seinem Onkel, der Professor und Leiter der Bibliothek der Universität Göttingen war. 1801 wurde Reuß von der Universität Göttingen zum Doktor der Medizin und Chirurgie promoviert und zum Privatdozenten der allgemeinen medizinischen Chemie ernannt. Bekannt wurde er durch die Chemischen Untersuchungen der Lymphe des Pferdes zusammen mit August Gottfried Emmert (1801).
1803 ging Reuß auf Einladung der Universität Moskau (MGU) nach Moskau und wurde 1804 außerordentlicher Professor am Lehrstuhl für Chemie der  physikalisch-mathematischen Fakultät der MGU (bis 1832). Seine Vorlesungen hielt er auf Latein. 1805 wurde er zum Korrespondierenden Mitglied der St. Petersburger Akademie der Wissenschaften gewählt. 1808 folgte die Ernennung zum ordentlichen Professor.
1809 veröffentlichte Reuß in den Memoires de la Société Imperiale des Naturalistes de Moscou der Moskauer Gesellschaft der Naturforscher einen Aufsatz über einen neuen Effekt der galvanischen Elektrizität auf Pflanzensäfte und tierisches und menschliches Blut, in dem er die bisher unbekannte Elektroosmose beschrieb. Auch entdeckte er zusammen mit Pjotr Iwanowitsch Strachow das Phänomen der Elektrophorese. Reuß untersuchte die chemische Zusammensetzung von natürlichen Mineralwässern aus dem Kaukasus und den Gouvernements Twer und Moskau. 1823 produzierte er künstliche Mineralwässer im Moskauer Neskutschny-Garten.
Ab 1817 leitete Reuß den Lehrstuhl für Chemie und Pharmakologie der Moskauer Abteilung der Medizinisch-Chirurgischen Akademie (bis 1839). 1822 wurde Reuß Bibliothekar der MGU-Bibliothek (bis 1832). Er führte eine neue Ordnung ein und katalogisierte die Bestände. Sein Klassifizierungsschema und sein System mit einem Bücherkarteikarten-Katalog fand dann verbreitete Anwendung in der russischen Bibliothekspraxis.
Reuß war Mitglied, Sekretär und ab 1822 Vorsitzender der 1804 gegründeten Physikalisch-Medizinischen Gesellschaft. Er verfasste eine Vielzahl von lateinischen und russischen wissenschaftlichen Fachaufsätzen zu medizinischen und physikalischen Themen, die er in seinen Commentationes und im Bulletin de la Société Physico-Médical veröffentlichte. Zur Krönung Nikolaus I. 1827 erschienen seine Memoria coronationis et sacrae unctionis Imperatoris ac domini nostri Nicolai primi.
1839 wurde Reuß pensioniert, worauf er in seine Heimat zurückkehrte und sich in Stuttgart niederließ.